# Брига-Альта
Брига-Альта, Бриґа-Альта (італ. Briga Alta, п'єм. Briga Àuta) — муніципалітет в Італії, у регіоні П'ємонт,  провінція Кунео.
Брига-Альта розташована на відстані близько 460 км на північний захід від Рима, 110 км на південь від Турина, 35 км на південь від Кунео.
Населення — 38 осіб (2014).
Щорічний фестиваль відбувається 25 липня. Покровитель — San Giacomo Maggiore.

## Демографія
Населення за роками:

Станом на 31 грудня 2007 року в Брига-Альта офіційно проживав 1 іноземець (громадянин Франції).
Станом на 1 січня 2023 року в муніципалітеті іноземці офіційно не проживали.

## Сусідні муніципалітети
- К'юза-ді-Пезіо
- Козіо-ді-Аррошія
- Ла-Бриг (Франція)
- Лімоне-П'ємонте
- Мендатіка
- Ормеа
- Роккафорте-Мондові
- Танд (Франція)
- Тріора